# الکساندرا انن
الکساندرا انن (انگلیسی: Alexandra Engen؛ زادهٔ ۵ ژانویهٔ ۱۹۸۸) دوچرخه‌سوار اهل سوئد است.
وی در مسابقات کشوری و بین‌المللی در مجموع برندهٔ ۵ مدال طلا، ۱ مدال نقره، ۲ مدال برنز شده‌است.